# Leyla Zana
Leyla Zana (3 de maio de 1961) é uma ex-parlamentar turca de etnia curda que fez o juramento oficial em turco, como obriga a lei e acrescentou em curdo «Lutarei para que turcos e curdos vivam em igualdade parlamentar», O que fez os outros irromperem em gritos de "Prendam-na!", "Separatista!" e "Terrorista!".

## Início da vida
Ela nasceu em uma família curda em maio de 1961, em Silvan, província de Diyarbakır, no sudeste da Turquia. Quando tinha 14 anos, casou-se com seu primo Mehdi Zana, que se tornou prefeito de Diyarbakır três anos mais tarde, em 1977, até o golpe de Estado militar e um prisioneiro político depois dele.